# Nuoto ai Giochi della XXXI Olimpiade - 200 metri dorso femminili
La gara dei 200 metri dorso femminili dei Giochi della XXXI Olimpiade si è svolta l'11 e il 12 agosto 2016.

## Record
Prima della competizione, i record olimpico e mondiale erano i seguenti:
| Record mondiale | 2'04"06 | Missy Franklin Stati Uniti | 3 agosto 2012 Londra, Regno Unito |
| Record olimpico | 2'04"06 | Missy Franklin Stati Uniti | 3 agosto 2012 Londra, Regno Unito |

## Risultati

### Batterie
| Posizione | Batteria | Corsia | Nome                    | Nazionalità | Tempo   | Note |
| --------- | -------- | ------ | ----------------------- | ----------- | ------- | ---- |
| 1         | 3        | 4      | Katinka Hosszú          | Ungheria    | 2:06.09 | Q    |
| 2         | 3        | 3      | Hilary Caldwell         | Canada      | 2:07.40 | Q    |
| 3         | 3        | 5      | Maya DiRado             | Stati Uniti | 2:08.60 | Q    |
| 4         | 2        | 6      | Lisa Graf               | Germania    | 2:08.67 | Q    |
| 4         | 4        | 5      | Belinda Hocking         | Australia   | 2:08.67 | Q    |
| 6         | 3        | 7      | Liu Yaxin               | Cina        | 2:08.84 | Q    |
| 7         | 2        | 3      | Dominique Bouchard      | Canada      | 2:08.87 | Q    |
| 8         | 4        | 3      | Daryna Zevina           | Ucraina     | 2:08.88 | Q    |
| 9         | 3        | 2      | Kirsty Coventry         | Zimbabwe    | 2:08.91 | Q    |
| 10        | 4        | 4      | Emily Seebohm           | Australia   | 2:09.00 | Q    |
| 11        | 2        | 4      | Missy Franklin          | Stati Uniti | 2:09.36 | Q    |
| 12        | 4        | 2      | Eygló Ósk Gústafsdóttir | Islanda     | 2:09.62 | Q    |
| 13        | 2        | 5      | Daria Ustinova          | Russia      | 2:09.96 | Q    |
| 14        | 3        | 6      | Anastasia Fesikova      | Russia      | 2:10.39 | Q    |
| 15        | 2        | 2      | Matea Samardžić         | Croazia     | 2:10.51 | Q    |
| 16        | 4        | 6      | Jenny Mensing           | Germania    | 2:10.68 | Q    |
| 17        | 2        | 7      | Margherita Panziera     | Italia      | 2:10.92 |      |
| 18        | 4        | 7      | Claudia Lau             | Hong Kong   | 2:10.94 |      |
| 19        | 2        | 1      | Duane da Rocha          | Spagna      | 2:11.17 |      |
| 20        | 2        | 8      | Alicja Tchórz           | Polonia     | 2:11.40 |      |
| 21        | 1        | 5      | Ekaterina Avramova      | Turchia     | 2:12.98 |      |
| 22        | 3        | 1      | Réka György             | Ungheria    | 2:12.99 |      |
| 23        | 1        | 4      | Simona Baumrtova        | Rep. Ceca   | 2:13.26 |      |
| 24        | 1        | 3      | Martina van Berkel      | Svizzera    | 2:13.46 |      |
| 25        | 4        | 8      | África Zamorano         | Spagna      | 2:13.74 |      |
| 26        | 3        | 8      | Natsumi Sakai           | Giappone    | 2:13.99 |      |
| 27        | 4        | 1      | Chen Jie                | Cina        | 2:14.18 |      |
| 28        | 1        | 6      | Yessy Yosaputra         | Indonesia   | 2:20.88 |      |

### Semifinali
| Posizione | Semifinale | Corsia | Nome                    | Nazionalità | Tempo   | Note |
| --------- | ---------- | ------ | ----------------------- | ----------- | ------- | ---- |
| 1         | 2          | 4      | Katinka Hosszú          | Ungheria    | 2:06.03 | Q    |
| 2         | 1          | 4      | Hilary Caldwell         | Canada      | 2:07.17 | Q    |
| 3         | 2          | 5      | Maya DiRado             | Stati Uniti | 2:07.53 | Q    |
| 4         | 1          | 3      | Liu Yaxin               | Cina        | 2:07.56 | Q    |
| 5         | 2          | 3      | Belinda Hocking         | Australia   | 2:07.83 | Q    |
| 6         | 2          | 2      | Kirsty Coventry         | Zimbabwe    | 2:08.83 | Q    |
| 7         | 2          | 1      | Daria Ustinova          | Russia      | 2:08.84 | Q    |
| 7         | 1          | 7      | Eygló Ósk Gústafsdóttir | Islanda     | 2:08.84 | Q    |
| 9         | 1          | 6      | Daryna Zevina           | Ucraina     | 2:09.07 |      |
| 9         | 2          | 6      | Dominique Bouchard      | Canada      | 2:09.07 |      |
| 11        | 1          | 1      | Anastasia Fesikova      | Russia      | 2:09.12 |      |
| 12        | 1          | 2      | Emily Seebohm           | Australia   | 2:09.39 |      |
| 13        | 1          | 5      | Lisa Graf               | Germania    | 2:09.56 |      |
| 14        | 2          | 7      | Missy Franklin          | Stati Uniti | 2:09.74 |      |
| 15        | 2          | 8      | Matea Samardžić         | Croazia     | 2:09.83 |      |
| 16        | 1          | 8      | Jenny Mensing           | Germania    | 2:10.15 |      |

### Finale
| Posizione | Corsia | Nome                    | Nazionalità | Tempo   | Note |
| --------- | ------ | ----------------------- | ----------- | ------- | ---- |
| Oro       | 3      | Maya DiRado             | Stati Uniti | 2:05.99 |      |
| Argento   | 4      | Katinka Hosszú          | Ungheria    | 2:06.05 |      |
| Bronzo    | 5      | Hilary Caldwell         | Canada      | 2:07.54 |      |
| 4         | 8      | Daria Ustinova          | Russia      | 2:07.89 |      |
| 5         | 2      | Belinda Hocking         | Australia   | 2:08.02 |      |
| 6         | 7      | Kirsty Coventry         | Zimbabwe    | 2:08.80 |      |
| 7         | 6      | Liu Yaxin               | Cina        | 2:09.03 |      |
| 8         | 1      | Eygló Ósk Gústafsdóttir | Islanda     | 2:09.44 |      |